# Panggong (Krueng Sabee)
Panggong is een bestuurslaag in het regentschap Aceh Jaya van de provincie Atjeh, Indonesië. Panggong telt 907 inwoners (volkstelling 2010).